# Jack Kruschen
Jack Kruschen (Winnipeg (Manitoba, Canada), 20 maart 1922 - Chandler (Arizona, VS), 2 april 2002) was een Canadees acteur, die veelal in Amerikaanse producties verscheen. Al tijdens zijn middelbareschooldagen was hij te horen in radioprogramma's.
Kruschen was onder meer te zien in de Columbo-aflevering The Most Dangerous Match, als schaakgrootmeester-uitdager Tomlin Dudek tegenover wereldkampioen Laurence Harvey. Ook was hij te zien als 'Papa' Papadapolis in de comedyserie Webster. Verder speelde Kruschen vele gastrollen in televisieseries, waaronder in Magnum, P.I., Full House, Matlock, Hill Street Blues en The A-Team. Ook speelde hij gerenommeerde filmrollen, waaronder die van Salvatore in The War of the Worlds, Sam Jacobs in The Angry Red Planet, Dr. Dreyfuss in The Apartment en Charlie de Griek in Studs Lonigan.
Gedurende zijn lange loopbaan verscheen Kruschen sinds 1949 in bijna 200 producties. Voordat hij in films acteerde, had hij al een carrière op het toneel achter de rug. Hij was een betrouwbaar karakteracteur in zowel films als in televisieseries. Soms speelde hij een schurk, maar meestal was hij te zien als een emotionele, goedaardige man. Voor zijn rol in de film The Apartment werd hij genomineerd voor een Academy Award.

## Privéleven
In januari 1947 trouwde Kruschen met Marjorie Ullman, maar scheidde in 1951 weer van haar. Pas op 23 juli 1979 trouwde hij weer, dit keer met Mary Pender. Ze bleven bij elkaar totdat Kruschen op 80-jarige leeftijd een natuurlijke dood stierf. Voor zover bekend heeft Kruschen geen kinderen.

## Filmografie
- Red, Hot and Blue (1949) - Steve
- Young Man with a Horn (1950) - Taxichauffeur (Niet op aftiteling)
- Women from Headquarters (1950) - Sam
- Where Danger Lives (1950) - Cosey - Ambulancechauffeur (Niet op aftiteling)
- Cuban Fireball(1951) - Lefty
- The Lemon Drop Kid (1951) - Gespierde man (Niet op aftiteling)
- Gambling House (1951) - Stevige Italiaanse immigrant (Niet op aftiteling)
- Dragnet (televisieserie) - Liftbediende (Afl., The Human Bomb, 1951)
- Comin' Round the Mountain (1951) - Gangster in nachtclub
- The People Against O'Hara (1951) - Rechercheur (Niet op aftiteling)
- Craig Kennedy, Criminologist (televisieserie) - Jack Brown (Afl., The Big Shakedown, 1952)
- Terry and the Pirates (televisieserie) - Chopstick Joe (Afl., Macao Gold, 1952)
- Meet Danny Wilson (1952) - Dronken Heckler (Niet op aftiteling)
- Confidence Girl (1952) - Det. Sgt. Quinn
- Dragnet (televisieserie) - Ted Carleton (Afl., The Big Casing, 1952)
- Just Across the Street (1952) - Klein rolletje (Niet op aftiteling)
- Shadow in the Sky (1952) - Stagiaire (Niet op aftiteling)
- The Miracle of Our Lady of Fatima (1952) - Sidonio, gevangene (Niet op aftiteling)
- Tropical Heat Wave (1952) - Stickey Langley
- Your Jeweler's Showcase (televisieserie) - Rol onbekend (Afl., Operation, E.S.P., 1952|Tenampa, 1952)
- Ma and Pa Kettle on Vacation (1953) - Jacques Amien (Niet op aftiteling)
- Fast Company (1953) - Doc - Pokerspeler (Niet op aftiteling)
- Abbott and Costello Go to Mars (1953) - Harry
- The War of the Worlds (1953) - Salvatore
- Dragnet (televisieserie) - Sidney Ferguson (Afl., The Big Frank, 1953)
- A Blueprint for Murder (1953) - Det. Chief Hal Cole
- The Great Diamond Robbery (1953) - Cafe Counterman (Niet op aftiteling)
- Money from Home (1953) - Short Boy
- It Should Happen to You (1954) - Joe, billboard schilder (Niet op aftiteling)
- The Long, Long Trailer (1954) - Mechanicus (Niet op aftiteling)
- Dragnet (televisieserie) - Karl Jansen (Afl., The Big Frame, 1954)
- The Public Defender (televisieserie) - Roxie (Afl., Cornored, 1954)
- Tennessee Champ (1954) - Andrews, Fight Promotor
- Dragnet (televisieserie) - Lester Zachary Wylie (Afl., The Big Crime, 1954)
- Untamed Heiress (1954) - Louie
- Carolina Cannonball (1955) - Hogar
- Treasury Men in Action (televisieserie) - Rol onbekend (Afl., Case of the Swindler's Gold, 1955)
- Damon Runyon Theater (televisieserie) - Brogan (Afl., A Nice Price, 1955)
- Dial Red O (1955) - Lloyd Lavalle
- The Public Defender (televisieserie) - Rosy Matson (Afl., Operation Cleat, 1955)
- Soldier of Fortune (1955) - Austin Stoker, Lee's assistent
- Damon Runyon Theater (televisieserie) - Rol onbekend (Afl., It Comes Up Money, 1955)
- The Night Holds Terror (1955) - Rechercheur Pope
- Screen Directors Playhouse (televisieserie) - Ernie (Afl., The Silent Partner, 1955)
- The Benny Goodman Story (1955) - Charles 'Murph' Podolsky
- Letter to Loretta (televisieserie) - Charlie (Afl., Tightwad Millionaire, 1956)
- Star Stage (televisieserie) - Horace (Afl., Cleopatra Collins, 1956)
- Jane Wyman Presents: The Fireside Theater (televisieserie) - Jose (Afl., In a Different Life, 1956)
- The Adventures of Jim Bowie (televisieserie) - Louis (Afl., The Birth of the Blade, 1956)
- The Steel Jungle (1956) - Hulpje trucker
- Crusader (televisieserie) - Leon (Afl., A Deal in Diamonds, 1956)
- Outside the Law (1956) - Agent Phil Schwartz
- The Count of Monte Cristo (televisieserie) - Madroff (Afl., The Sardinian Affair, 1956)
- Julie (1956) - Det. Mace
- Telephone Time (televisieserie) - Rol onbekend (Afl., Hatfield, the Rainmaker, 1956)
- Gunsmoke (televisieserie) - Jed (Afl., Spring Term, 1956)
- Jane Wyman Presents: The Fireside Theater (televisieserie) - Joe (Afl., The Pendulum, 1957)
- The Adventures of Jim Bowie (televisieserie) - Frost (Afl., Jackson's Assassination, 1957)
- Adventures of Superman (televisieserie) - Eerste berover op vliegveld (Afl., Tomb of Zaharan, 1957)
- Badlands of Montana (1957) - Sergeant v/d cavalerie
- The Millionaire (televisieserie) - Mike Sharkey (Afl., The Bob Fielding Story, 1957)
- Reform School Girl (1957) - Mr. Horvath
- The Web (televisieserie) - Rol onbekend (Afl., Last Chance, 1957)
- Hear Me Good (1957) - Gaffer (Niet op aftiteling)
- The Gale Storm Show (televisieserie) - Ahbari (Afl., Bamboozled in Bombay, 1958)
- Cry Terror! (1958) - FBI Agent Charles Pope
- Zorro (televisieserie) - Jose Mordante (Afl., The Man with the Whip, 1958|The Cross of the Andes, 1958)
- Fräulein (1958) - Sgt. Grischa
- Behind Closed Doors (televisieserie) - Ruchef (Afl., Flight to Freedom, 1958)
- The Decks Ran Red (1958) - Alex Cole
- The Buccaneer (1958) - Hans
- Trackdown (televisieserie) - Milo York (Afl., The Kid, 1958)
- Sugarfoot (televisieserie) - Sam Holt (Afl., The Desperadoes, 1959)
- The D.A.'s Man (televisieserie) - Muller (Afl., Guns for Hire, 1959)
- The Rough Riders (televisieserie) - Tully (Afl., Ransom of Rita Renee, 1959)
- The Lawless Years (televisieserie) - Nicolides (Afl., The Dutch Schultz Story, 1959)
- Dead or Alive (televisieserie) - Sheriff Pig Wells (Afl., Railroaded, 1959)
- Bat Masterson (televisieserie) - Ben Tarko (Afl., The Desert Ship, 1959)
- Dragnet (televisieserie) - Rol onbekend (7 afl., 1952-1959)
- The Lawless Years (televisieserie) - Laughing Boy McMannus (Afl., Four the Hard Way, 1959)
- The Rifleman (televisieserie) - Clyde Bailey (Afl., The Retired Gun, 1959)
- The Lawless Years (televisieserie) - Big Greeny (Afl., The Big Greeny Story, 1959)
- The Jayhawkers! (1959) - Cattleman (Niet op aftiteling)
- Dead or Alive (televisieserie) - Hunt Willis (Afl., The Empty Cell, 1959)
- The Untouchables (televisieserie) - Vicepresident van de Vakbond (Afl., The George 'Bugs' Moran Story, 1959, niet op aftiteling)
- Beloved Infidel (1959) - Zwerver op strand (Niet op aftiteling)
- The Gazebo (1959) - Taxichauffeur (Niet op aftiteling)
- Law of the Plainsman (televisieserie) - Dr. Pearson (Afl., Clear Title, 1959)
- Bat Masterson (televisieserie) - Patch Finley (Afl., The Inner Circle, 1959)
- The Rifleman (televisieserie) - Sammy (Afl., One Went to Denver, 1959)
- Tightrope (televisieserie) - Capitaz (Afl., Appointment in Jericho, 1960)
- The Last Voyage (1960) - Chief Engineer Pringle
- The Angry Red Planet (1960) - CWO Sam Jacobs
- Black Saddle (televisieserie) - Ben Winkleman (Afl., The Apprentice, 1960)
- Death Valley Days (televisieserie) - Manuel Garcia (Afl., Eagle in the Rocks, 1960)
- The Apartment (1960) - Dr. Dreyfuss
- The Bellboy (1960) - Jack E. Mulcher, voorzitter Paramount Pictures (Niet op aftiteling)
- Richard Diamond, Private Detective (televisieserie) - Max Schilling (Afl., The Lovely Fraud, 1960)
- Seven Ways from Sundown (1960) - Beeker
- Studs Lonigan (1960) - Charlie de Griek
- Dante (televisieserie) - Ben Simon (Afl., Opening Night, 1960)
- The Rifleman (televisieserie) - Doc Burrage (Afl., Trail of Hate, 1960|Baranca, 1960)
- Hong Kong (televisieserie) - Tully (Afl., The Jade Empress, 1960|The Dragon Cup, 1960)
- The Westerner (televisieserie) - Rigdon (Afl., Going Home, 1960)
- Where the Boys Are (1960) - Cafe Counterman (Niet op aftiteling)
- Michael Shayne (televisieserie) - Markov (Afl., Spotlight on a Corpse, 1961)
- Harrigan and Son (televisieserie) - Lou King (Afl., The Manly Art, 1961)
- The Detectives Starring Robert Taylor (televisieserie) - Jonesy (Afl., Secret Assignment, 1961)
- Michael Shayne (televisieserie) - Harry Burke (Afl., Date with Death, 1961)
- The Ladies Man (1961) - Gruaduation Emcee Professor
- The Dick Powell Show (televisieserie) - Joe Bronik (Afl., John J. Diggs, 1961)
- Naked City (televisieserie) - Dean Fairland (Afl., Which Is Joseph Creeley?, 1961)
- Cain's Hundred (televisieserie) - Ziegler (Afl., In the Balance, 1961)
- Lover Come Back (1961) - Dokter Linus Tyler
- Mister Ed (televisieserie) - Politieman (Afl., Ed's Bed, 1962)
- Follow That Dream (1962) - Carmine
- Cape Fear (1962) - Advocaat Dave Grafton
- Convicts 4 (1962) - Resko's vader
- Route 66 (televisieserie) - John Rados (Afl., Every Father's Daughter Must Weave Her Own, 1962)
- Alcoa Premiere (televisieserie) - Joe Haneke (Afl., Of Struggle and Flight, 1963)
- McLintock! (1963) - Jake Birnbaum
- The Unsinkable Molly Brown (1964) -
- Dear Brigitte (1965) - Dokter Volker
- Harlow (1965) - Louis B. Mayer
- I Spy (televisieserie) - Aram Kanjarian (Afl., Lisa, 1966)
- The Happening (1967) - Inspecteur
- Caprice (1967) - Matthew Cutter
- He & She (televisieserie) - Kapitein (Afl., Phantom of 84th Street, 1967)
- Batman (televisieserie) - Eivol Ekdol (Afl., Zelda the Great, 1966|A Death Worse Than Fate, 1966)
- I Spy (televisieserie) - Isaac (Afl., The Mederra Block, 1967)
- Ironside (televisieserie) - Busch (Afl., Memory of an Ice Cream Stick, 1968)
- Istanbul Express (Televisiefilm, 1968) - Kapitein Granicek
- Bonanza (televisieserie) - Georgio Rossi (Afl., Big Shawdows on the Land, 1966|The Deed and the Dilemma, 1967|The Sound of Drums, 1968)
- Ironside (televisieserie) - Rol onbekend (Afl., The Macabre Mr. Micawber, 1968)
- Daniel Boone (televisieserie) - Herman Bloedell (Afl., Sweet Molly Malone, 1969)
- Nanny and the Professor (televisieserie) - Mr. Poole (Afl., The Human Element, 1970)
- Medical Center (televisieserie) - Stavros (Afl., Double Jeopardy, 1971)
- The Million Dollar Duck (1971) - Dokter Gottlieb
- Hawaii Five-O (televisieserie) - Blumberg (Afl., For a Million... Why Not?, 1971)
- Love, American Style (televisieserie) - Rol onbekend (Afl., Love and the Accidental Passion, 1971)
- Emergency! (Televisiefilm, 1972) - Senator Mike Wolski
- Deadly Harvest (Televisiefilm, 1972) - Vartanian
- Assignment Vienna (televisieserie) - Orloff (Afl., So Long, Charlie, 1973)
- Medical Center (televisieserie) - Jacobson (Afl., No Margin for Error, 1973)
- Columbo: The Most Dangerous Match (Televisiefilm, 1973) - Tomlin Dudek
- Marcus Welby, M.D. (televisieserie) - Arnold (Afl., Friends in High Places, 1973)
- The Magician (televisieserie) - Albie Allikolos (Afl., Ovation for Murder, 1973)
- McCloud (televisieserie) - Selditz (Afl., Shivaree on Delancy Street, 1974)
- Freebie and the Bean (1974) - Red Meyers
- The Log of the Black Pearl (Televisiefilm, 1975) - Jocko Roper
- Wide World Mystery (televisieserie) - Sergeant Steinmetz (Afl., Nick and Nora, 1975)
- Medical Center (televisieserie) - Florea (Afl., Aftershock, 1975)
- The Rockford Files (televisieserie) - John Koenig (Afl., Gearjammers: Part 1 & 2, 1975)
- Bronk (televisieserie) - Rol onbekend (Afl., Betrayal, 1975)
- The November Plan (Televisiefilm, 1976) - Harry Kahn
- Emergency! (televisieserie) - Rol onbekend (Afl., Emergency! the Wedsworth-Townsend Act, 1972|Emergency! the Wedsworth-Townsend Act: Part 1, 1975|Emergency! the Wedworth-Townsend Act: Part 2, 1976)
- The Whiz Kid and the Carnaval Caper (Televisiefilm, 1976) - Abner Debney
- Disneyland (televisieserie) - Adbner Debney (Afl., The Whiz Kid and the Carnaval Caper: Part 1 & 2, 1976)
- Ellery Queen (televisieserie) - Gunther Starr (Afl., The Adventure of the Judas Tree, 1976)
- City of Angels (televisieserie) - Rol onbekend (Afl., The Castle of Dreams, 1976)
- Guardian of the Wilderness (1976) - Madden
- Busting Loose (televisieserie) - Sam Markowitz (Afl. onbekend, 1977)
- Satan's Cheerleaders (1977) - Billy de conciërge
- Barney Miller (televisieserie) - Mr. Wittenour (Afl., Burial, 1977)
- Incredible Rocky Mountain Race (Televisiefilm, 1977) - Jim Bridger
- Once Upon a Starry Night (Televisiefilm, 1978) - Rol onbekend
- The Incredible Hulk (televisieserie) - Norman Adrams (Afl., Terror in Times Square, 1978)
- Switch (televisieserie) - Damon Alexander (Afl., Play Off, 1978)
- The Time Machine (Televisiefilm, 1978) - John Bedford
- The Life and Times of Grizzly Adams (televisieserie) - Rol onbekend (Afl., Home of the Hawk, 1977|Once Upon a Starry Night, 1978)
- Alice (televisieserie) - Santa Claus (Afl., Mel, the Magi, 1979)
- Barney Miller (televisieserie) - Rudolph Kamen (Afl., The DNA Story, 1979)
- Trapper John, M.D. (televisieserie) - Nicholas Bulgari (Afl., Deadly Exposure, 1979)
- Sunburn (1979) - Gela
- Vega$ (televisieserie) - Carlo (Afl., Vendetta, 1980)
- CHiPs (televisieserie) - Frank Higgins (Afl., Home Fires Burning, 1981)
- Alice (televisieserie) - Benny Conway (Afl., Carrie Chickens Out, 1981)
- The Adventures of Huckleberry Finn (Televisiefilm, 1981) - Rechter Thatcher
- Under the Rainbow (1981) - Louie
- Little House on the Prairie (televisieserie) - Gambini (Afl., Gambini the Great, 1981)
- Trapper John, M.D. (televisieserie) - Marvin Krakowsky (Afl., Co-Operative Care, 1981)
- Legend of the Wild (1981) - Rol onbekend
- Darkroom (televisieserie) - Sam (Afl., Make-Up, 1981)
- Barney Miller (televisieserie) - Diamond (Afl., Examination Day, 1982)
- WKRP in Cincinnati (televisieserie) - Rechter (Afl., Circumstantial Evidence, 1982)
- Hart to Hart (televisieserie) - Harry Fullerman (Afl., Hart and Sole, 1982)
- Money to Burn (1983) - Pops
- Silver Spoons (televisieserie) - Rechter Harold S. Nutterman (Afl., Twelve Angry Kids, 1983)
- The New Odd Couple (televisieserie) - Rechter (Afl., My Strife in Court, 1983)
- Matt Houston (televisieserie) - Jonas (Afl., The Crying Clown, 1983)
- The A-Team (televisieserie) - Bernie (Afl., The Out-of-Towners, 1983)
- Zorro and Son (televisieserie) - Commandante La Brea (Afl., Zorro and Son (Pilot), 1983)
- Tucker's Witch (televisieserie) - Harvey Gorman (Afl., Living and Presumed Dead, 1983)
- Cheaters (1984) - Rol onbekend
- Dark Mirror (Televisiefilm, 1984) -
- E/R (televisieserie) - Morris Sheinfeld (Afl., Mr. Fix-It, 1984)
- Hill Street Blues (televisieserie) - Isadore Fagenbaum (Afl., Fuchs Again, 1984)
- The Fall Guy (televisieserie) - Dell Loomis (Afl., Baja 1000, 1984)
- Remington Steele (televisieserie) - Buddy Brokaw (Afl., Springtime for Steele, 1985)
- Matt Houston (televisieserie) - Reels (Afl., Company Secrets, 1985)
- Deadly Intentions (Televisiefilm, 1985) - Alex Livanos
- Hotel (televisieserie) - Rol onbekend (Afl., Promises to Keep, 1986)
- Magnum, P.I. (televisieserie) - Doheny's partner en spreker bij pensioen (Afl., Laura, 1987)
- Webster (televisieserie) - 'Papa' Papadapolis (Afl. onbekend, 1985-1987)
- Rags to Riches (televisieserie) - Spiro (Afl., Foley vs. Foley, 1987)
- Penny Ante: The Motion Picture (1990) - Isadore (Izzy) Pearlman
- Full House (televisieserie) - Iorgos (Afl., Greek Week, 1990)
- Mom P.I. (televisieserie) - Marty Cash (Afl., Cash and Money, 1991)
- Murder, She Wrote (televisieserie) - Dr. John Logan (Afl., Tainted Lady, 1991)
- Matlock (televisieserie) - Rechter Ogilvie/Busreperateur (Afl., The Nightmare, 1991)
- The American Clock (Televisiefilm, 1993) - Kapush
- The Fresh Prince of Bel-Air (televisieserie) - Mr. Melville (Afl., Home Is Where the Heart Attack Is, 1993)
- Empty Nest (televisieserie) - Heshy (Afl., What's a Mother to Do?, 1994)
- Living Single (televisieserie) - Mort (Afl., Love Thy Neighbor, 1994)
- Full House (televisieserie) - Papouli (Afl., The Last Dance, 1994)
- Hart to Hart: Home Is Where the Hart Is (Televisiefilm, 1994) - Burgemeester Walter Trout
- Lois & Clark: The New Adventures of Superman (televisieserie) - Kapitein Keene (Afl., Madame Ex, 1994)
- Murphy Brown (televisieserie) - Irv Anderson (Afl., The Secret Life of Jim Dial, 1994)
- 'Til There Was You (1997) - Mr. Katz

- Biblioteca Nacional de España: XX4977859
- Bibliothèque nationale de France: cb13962717h (data)
- Gemeinsame Normdatei: 1062169085
- International Standard Name Identifier: 0000 0000 4030 9775
- Library of Congress Control Number: no92028346
- MusicBrainz: 13e4c51b-d5b8-4f63-8059-c541f4a62512
- Nationale Bibliotheek van Israël: 987007426265705171
- SNAC: w6v549rd
- Virtual International Authority File: 19873025
- WorldCat: E39PBJk8VGHvgJyMBYkFRGMMfq